# Junkers K 47
Lo Junkers K 47 era un aereo da caccia/cacciabombardiere monomotore monoplano biposto sviluppato dall'azienda aeronautica tedesca Junkers Flugzeugwerke AG e prodotto in piccola serie dalla svedese AB Flygindustri su licenza nei tardi anni venti.
Variante destinata al mercato dell'aviazione militare dello Junkers A 48, fu il primo velivolo concepito con la postazione del mitragliere posteriore rivolta verso coda. venduto sul mercato estero venne utilizzato dalle aeronautiche militari del Repubblica di Cina ed Unione Sovietica.

## Versioni
K 47b
versione motorizzata con il radiale Bristol Jupiter VIIA da 440 hp (328 kW).
K 47ba
versione motorizzata con il radiale BMW Hornet da 600 PS (441 kW).
K 47bo
versione motorizzata con il radiale Pratt & Whitney Wasp 445 hp (330 kW).
K 47cae
versione motorizzata con il radiale Armstrong Siddeley Jaguar Major GF da 565 hp (420 kW).
K 47ce
versione motorizzata con il radiale Armstrong Siddeley Jaguar S da 460 hp (338 kW)
K 47cu
versione motorizzata con il radiale Armstrong Siddeley Jaguar Major S da 500 hp (368 kW)
K 47di
versione motorizzata con il radiale Bristol Jupiter VI 480 hp (360 kW).
K 47dy
versione motorizzata con il radiale Siemens-Halske Sh 20 da 540 PS (397 kW)
K 47f
versione con impennaggio di coda a singola deriva.

## Utilizzatori
Cina
- Chung-Hua Min-Kuo K'ung-Chün

operò con 12 esemplari forniti nel 1929.
 Giappone
operò probabilmente con un esemplare.
 Unione Sovietica
- Voenno-vozdušnye sily

operò con 2 o 3 esemplari.

### Pubblicazioni
- (EN)  (EN) A Swedish two-seater fighter: the Junkers K.47, in Flight, 29 marzo 1934,  pp. 311-312. URL consultato il 12 maggio 2012.
- (DE) Lennart Andersson, Deutsch-schwedische Geheimprojekte zwischen 1921 und 1935, in Flieger Revue extra, N. 18, settembre 2007,  pp. 23-26, ISSN 0941-889X (WC · ACNP).